# Goodison Park

Tribünenplan

Der Goodison Park ist ein Fußballstadion in der englischen Stadt Liverpool, in dem die erste Herrenmannschaft des Fußballvereins FC Everton bis zur Saison 2024/25 ihre Heimspiele austrug. Die Anlage bietet Platz für 39.414 Zuschauer und ist vollständig mit Sitzplätzen ausgestattet.

## Geschichte
Erbaut im Jahr 1892, ist der Goodison Park eines der ältesten Stadien der Welt und war das erste große englische Fußballstadion. Es trägt den Spitznamen The Grand Old Lady (deutsch Die große, alte Dame) und war das erste britische Stadion überhaupt mit sogenannten Doppeldecker-Tribünen auf allen vier Seiten, wenngleich der Park End Stand seit dem Umbau 1994 nur mehr ein Deck hat. Darüber hinaus war es das erste Stadion mit einer Tribüne, die in drei Etagen aufgeteilt war. Der Goodison Park besaß als erstes englisches Fußballstadion eine Rasenheizung. Im Jahr 1913 besuchte der damalige König Georg V. den Goodison Park, wobei dies den ersten Besuch eines herrschenden Monarchen in einem Fußballstadion darstellte.
Die Spielstätte liegt in einem dichtbebauten Wohnbezirk, was eine Erweiterung bzw. einen Ausbau extrem schwierig, wenn nicht gar unmöglich gestaltet. An eine Ecke des Stadions grenzt gar die heimische St.-Lukas-Kirche.
Im Goodison Park wurden fünf Spiele der WM 1966 ausgetragen, darunter ein Halbfinale. Darüber hinaus fand dort 1894 das Endspiel des FA Cup und ein Wiederholungsspiel im FA Cup 1910 statt. In Everton wurden mehr internationale Spiele absolviert als bei jedem anderen englischen Verein. Im Jahr 1949 fand dort die erste Heimniederlage der englischen Fußballnationalmannschaft gegen ein Land außerhalb der sogenannten Home Nations (Schottland, Wales und Nordirland) statt, als England gegen Irland unterlag.
Der Zuschauerrekord liegt bei 78.299 Besuchern bei der First-Division-Partie gegen den FC Liverpool am 18. September 1948. Die Bestmarke in der modernen Sitzplatz-Ära stammt vom 11. Dezember 2004. Dort fanden sich beim Premier-League-Spiel gegen den Stadtrivalen FC Liverpool 40.552 Zuschauer ein.
Nach Ansicht der Wähler auf der offiziellen Website des FC Everton war das beste Spiel im Goodison Park die Begegnung im Jahr 1985 im Europapokal der Pokalsieger gegen den FC Bayern München. Im Rückspiel des Halbfinals lag Bayern München zur Halbzeit vorne und wurde danach noch durch drei Tore von Andy Gray, Graeme Sharp und Trevor Steven in der zweiten Halbzeit besiegt.

## Neubaupläne
Es gab Diskussionen um einen möglichen Umzug Evertons in ein neues Stadion an das Kings Dock, wobei die finanziellen Risiken weiterführende Überlegungen verhinderten. In der zweiten Hälfte des Jahres 2004 trafen sich die Repräsentanten von Everton mit den Kollegen des Lokalrivalen vom FC Liverpool, um gemeinsam mit dem Sportminister Pläne für den Bau eines gemeinsamen Stadions (Stanley Park Stadium) zu diskutieren. Dies wurde jedoch von beiden Vereinen abgelehnt. Im Juli 2019 stellte der FC Everton seine Pläne für ein neues Stadion namens Hill Dickinson Stadium mit etwa 52.000 Plätzen, rund vier Kilometer vom Goodison Park entfernt, vor. Der Bau sollte rund 500 Mio. £ (rund 585 Mio. Euro) kosten und noch 2021 beginnen. Der Zeitraum für den Bau sollte bei 150 Wochen, also rund drei Jahren, liegen. Zur Saison 2025/26 bezog der FC Everton die neue Heimspielstätte. Am 17. Februar 2025 fand die erste Testveranstaltung mit einem U-18-Spiel zwischen dem FC Everton und Wigan Athletic (1:2) vor einer reduzierten Kapazität von 10.000 Zuschauern statt.
Mitte Mai 2025 gab der FC Everton bekannt, dass das Stadion nicht wie geplant abgerissen wird, sondern ab der Saison 2025/26 die neue Heimat der Frauenmannschaft des FC Everton wird. Die Kapazität wird durch die Schließung des Oberrangs reduziert. Vorerst wird es keine größeren Umbauarbeiten geben, aber gezielte, auf den Frauenfußball zugeschnittene Modernisierungen. Der Sanierungsplan aus dem Jahr 2020, der Wohnungen, Geschäfte und kommunale Pflegedienste vorsah, wurde auf Eis gelegt. Der gemeinnützige Verein „Everton in the Community“ bleibt im Goodison und plant, seine Unterstützung für die Entwicklung des Frauen- und Mädchenfußballs zu verstärken.